# تفاح هوناني
تفاح هوناني (الاسم العلمي: Malus honanensis) هي نوع نباتي يتبع جنس التفاح من الفصيلة الوردية.  